# Fritz Remy

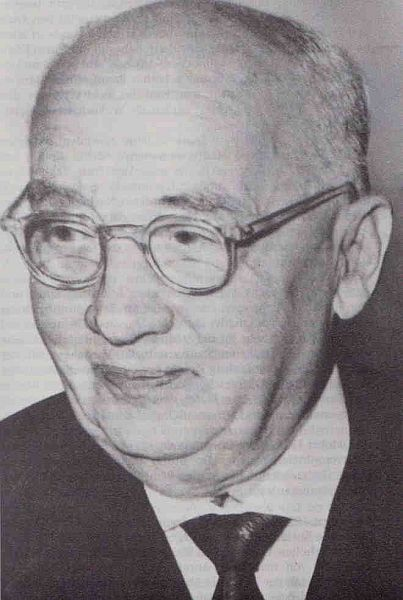
Fritz Remy

Friedrich „Fritz“ Remy (* 28. Oktober 1879 in Offenbach am Main; † 28. Januar 1961 ebenda) war deutscher Politiker und Stadtverordnetenvorsteher in Offenbach. Er war der erste Offenbacher, der von den Stadtverordneten zum Stadtältesten berufen wurde.

## Leben und Wirken
Remy wurde im Oktober 1879 in Offenbach geboren. Er absolvierte eine Lehre zum Werkzeugmacher. Nach seinem Wehrdienst arbeitete er viele Jahre in der Offenbacher Schraubenfabrik Moschel. 1905 trat er dem Deutschen Metallarbeiter-Verband und 1917 der SPD bei. Die SPD wählte ihn 1921 zum Parteisekretär und 1922 wurde er in die kommunale Volksvertretung gewählt, die damals Stadtrat genannt wurde.
In Kundgebungen in der Stadt und dem Kreis Offenbach warb Remy für seine Partei und für die Republik. Im November 1929 wurde Remy zum Vorsitzenden seiner Fraktion im Offenbacher Stadtrat gewählt. 1933 fiel ihm die unangenehme Aufgabe zu, zum NS-dominierten Stadtrat eine letzte Rede zu halten. Er erklärte, nur mitarbeiten zu können, wenn die geltende Geschäftsordnung respektiert werde. Wenige Tage nach der Stadtratssitzung holte ihn die Gestapo ab und verschleppte ihn in das KZ Osthofen. Als er schließlich aus dem Konzentrationslager entlassen wurde, blieb er für mehrere Jahre arbeitslos, bis er schließlich eine Einstellung als Werkzeugmacher bei der Firma Schmaltz fand. Remy wurde 1944 im Zusammenhang mit der „Aktion Gewitter“ im KZ Dachau inhaftiert, aber im gleichen Jahr mit Meldepflicht wieder entlassen.
Unmittelbar nach dem Zusammenbruch des NS-Regimes stellte Remy sich für den Wiederaufbau seiner schwer zerstörten Heimatstadt zur Verfügung. Beim Landkreis Offenbach leitete er die Fürsorgestelle. In dieser Funktion konnte er vielen Menschen helfen: Ausgebombten, Wohnungslosen, Arbeitslosen sowie später zahlreichen Flüchtlingen und Vertriebenen.
Am 8. September 1945 leitete er die erste Mitgliederversammlung der wiedergegründeten Offenbacher SPD. Diese entsendete ihn in den Bürgerausschuss, den Vorgänger der Stadtverordneten-Versammlung. Als die Offenbacher 1946 wieder ihre Stadtvertreter wählen durften, war Remy unter den Gewählten. Wieder machte ihn die SPD-Fraktion zum Vorsitzenden. 1948 wählten in die Stadtverordneten einstimmig zum Vorsteher und Remy blieb in dieser Funktion bis 1956.
Zum Abschied erinnerte er sich an 360 Ausschuss- und 63 Plenarsitzungen. Redner aller Fraktionen lobten seine Objektivität, seine Menschlichkeit und den Humor, mit dem er die Sitzungen leitete. Die Stadtverordnetenversammlung verlieh ihm die neugeschaffene Ehrenplakette der Stadt. Remy, dem die vielen Lobreden zuwider waren, dankte verschmitzt: „Wenn ich der Stadt damit einen Gefallen tue, dann trage ich sie halt.“

## Würdigungen
- In Offenbach am Main wurde eine Straße nach ihm benannt, in der sich unter anderem der Verbandssitz des Rad- und Kraftfahrerbund Solidarität befindet (⊙)
- Im Rathaus steht seine Büste neben jener von Carl Ulrich